# Proteína latente de la membrana 1 del virus Epstein–Barr
EBV proteína latente de la membrana 1 (LMP-1) es una proteína viral asociada con el virus de Epstein-Barr.
LMP-1 es un lapso de seis  proteínas transmembranales que es también esencial para la transformación del crecimiento mediado por VEB. LMP-1 media la señalización a través del factor de necrosis tumoral-alfa/CD40 vía.
Se encuentra a menudo en las células Reed-Sternberg.